# Паулло
Паулло (итал. Paullo) — город в Италии, в провинции Милан области Ломбардия.
Население составляет 10 359 человек (на 2004 г.), плотность населения составляет 1253 чел./км². Занимает площадь 8 км². Почтовый индекс — 20067. Телефонный код — 02.
Покровителями коммуны почитаются святые Кирик и Иулитта, празднование 16 июня.